# Keikyū
La Keikyu Corporation (京浜急行電鉄株式会社, Keihin Kyūkō Dentetsu Kabushiki-gaisha) (TSE : 9006) ou simplement Keikyu (京急) est une compagnie ferroviaire privée au Japon.
Fondée en 1898, elle fait partie du Groupe Fuyo et son siège est situé dans l'arrondissement de Nishi à Yokohama.
Les lignes de la Keikyu relient l'aéroport international de Tokyo-Haneda, les grandes gares du sud de la gare de Tokyo (gare de Shinagawa, gare de Kamata, etc.) et se poursuivant dans la préfecture de Kanagawa, desservant Kawasaki, Yokohama, Yokosuka et la péninsule de Miura.
Le réseau est interconnecté avec la ligne Asakusa de la compagnie de métro Toei et avec les lignes Keisei vers l'aéroport international de Narita.
Keikyu possède également un réseau de bus et des taxis.

## Origine du nom
京浜 (Keihin) signifie en japonais la région de Tokyo (東京) - Yokohama (横浜).

## Histoire
La compagnie Daishi Electric Railway (大師電気道) est créée le 25 février 1898. C'est la troisième plus ancienne compagnie ferroviaire privée du Japon, juste après les compagnies Kyoto Electric Railway (1895) et Nagoya Electric Railway (1896). Elle est renommée Keihin Electric Railway (京浜電気鉄道) l'année suivante.
En 1942, la compagnie est englobée au sein de la compagnie Tōkyū. Elle redevient indépendante en 1948 sous le nom Keihin Electric Express Railway (京浜急行電鉄). Le nom international devient Keikyu Corporation en 2010.

## Lignes
Le réseau de la compagnie se compose de 5 lignes qui s'articulent autour de la ligne principale Keikyū.
| Ligne                   | Nom japonais | Terminus                                        | Interconnexion                                                                                     | Longueur (km) | Gares | Tracé |
| ----------------------- | ------------ | ----------------------------------------------- | -------------------------------------------------------------------------------------------------- | ------------- | ----- | ----- |
| Ligne principale Keikyū | 京急本線     | Sengakuji - Uraga                               | Ligne Asakusa Ligne Keikyū Aéroport Ligne Keikyū Kurihama Ligne Keikyū Zushi Ligne Keikyū Aéroport | 56,7          | 50    |       |
| Ligne Kurihama          | 久里浜線     | Horinouchi - Misakiguchi                        | Ligne principale Keikyū                                                                            | 13,4          | 9     |       |
| Ligne Zushi             | 逗子線       | Kanazawa-Hakkei - Zushi·Hayama                  | Ligne principale Keikyū                                                                            | 5,9           | 4     |       |
| Ligne Daishi            | 大師線       | Keikyū Kawasaki - Kojimashinden                 | | 4,7           | 7     |       |
| Ligne de l'aéroport     | 空港線       | Keikyū Kamata - Aéroport de Haneda Terminal 1·2 | Ligne principale Keikyū                                                                            | 6,5           | 7     |       |

## Materiel roulant

### Actuel

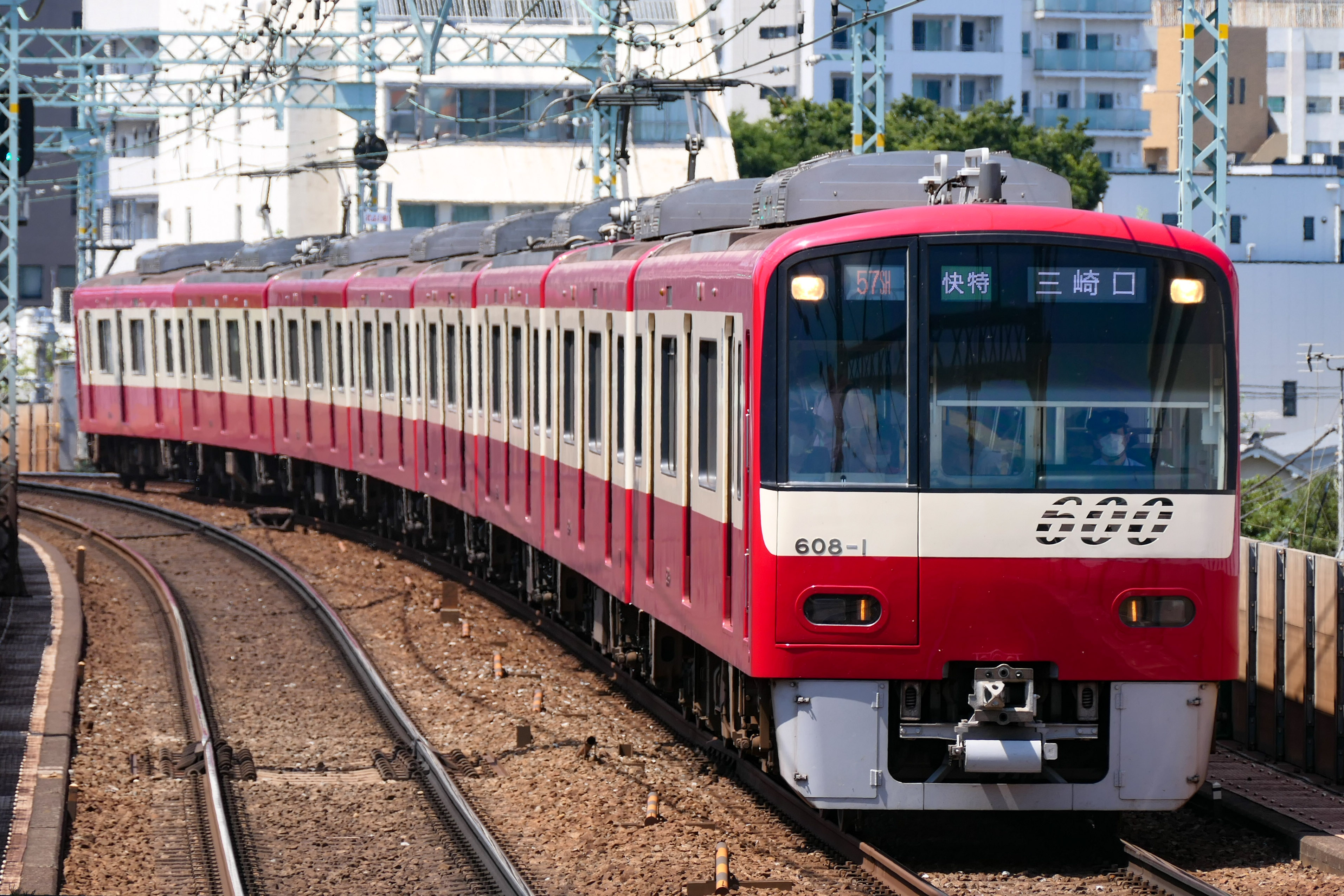
Série 600
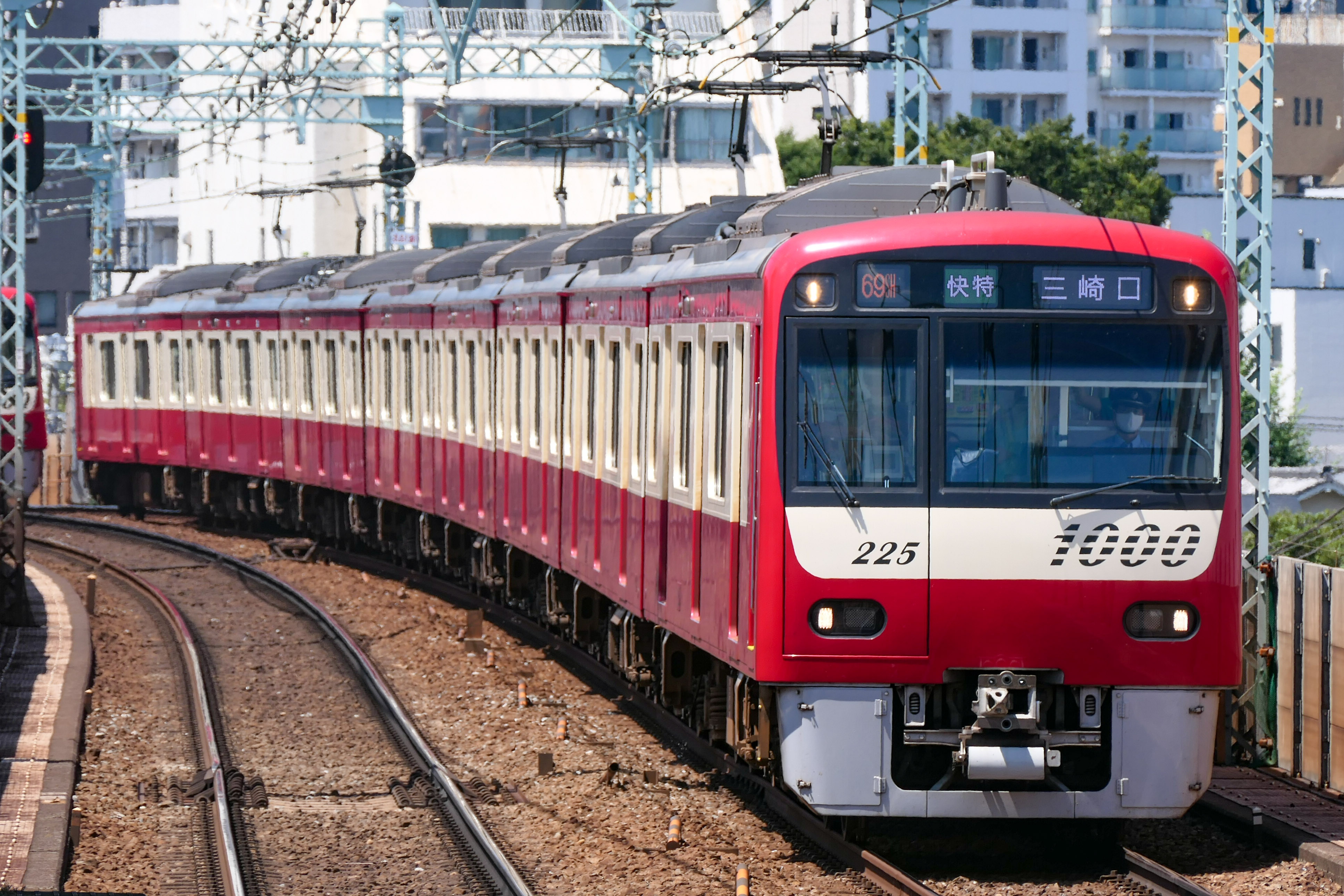
Série N1000
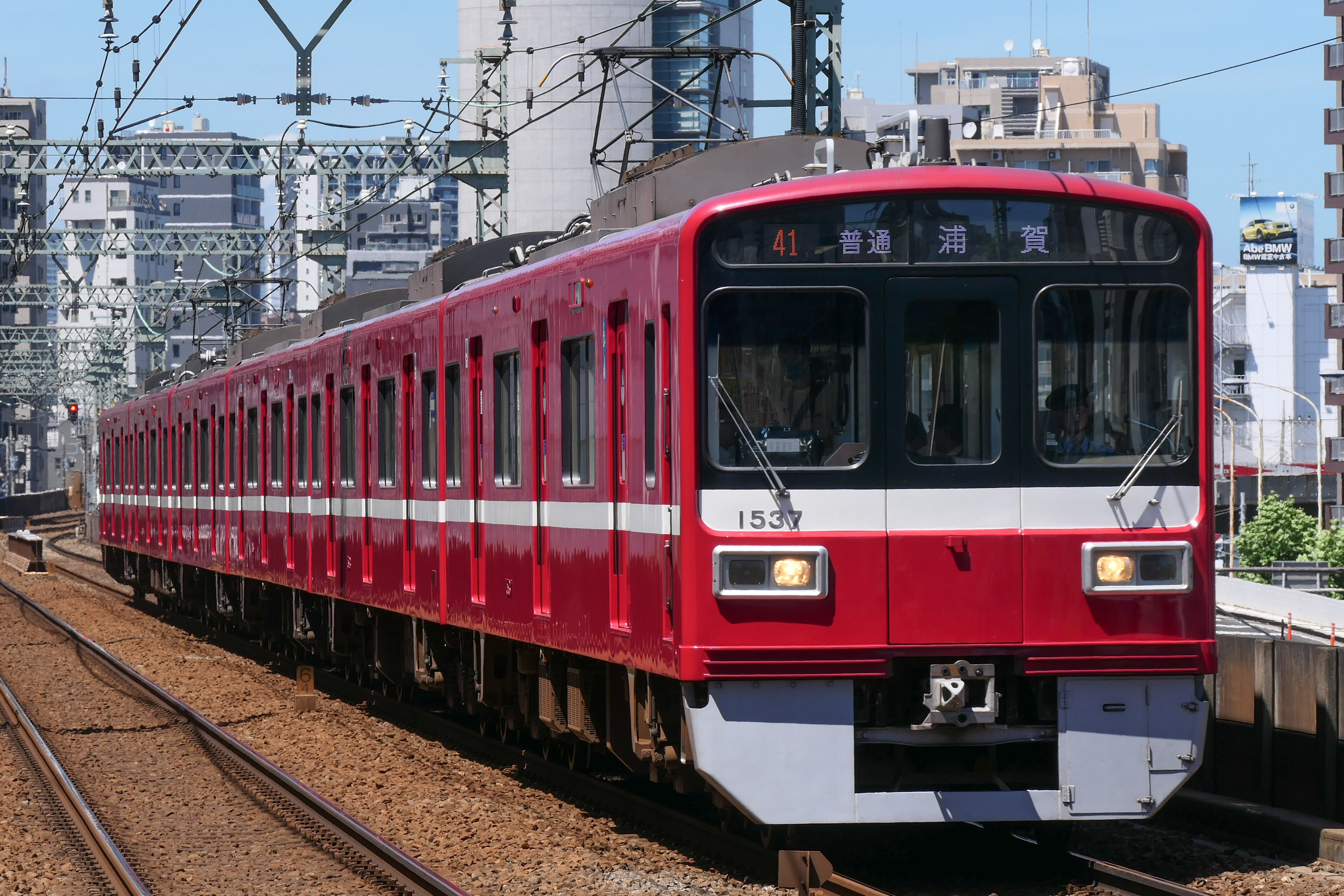
Série 1500
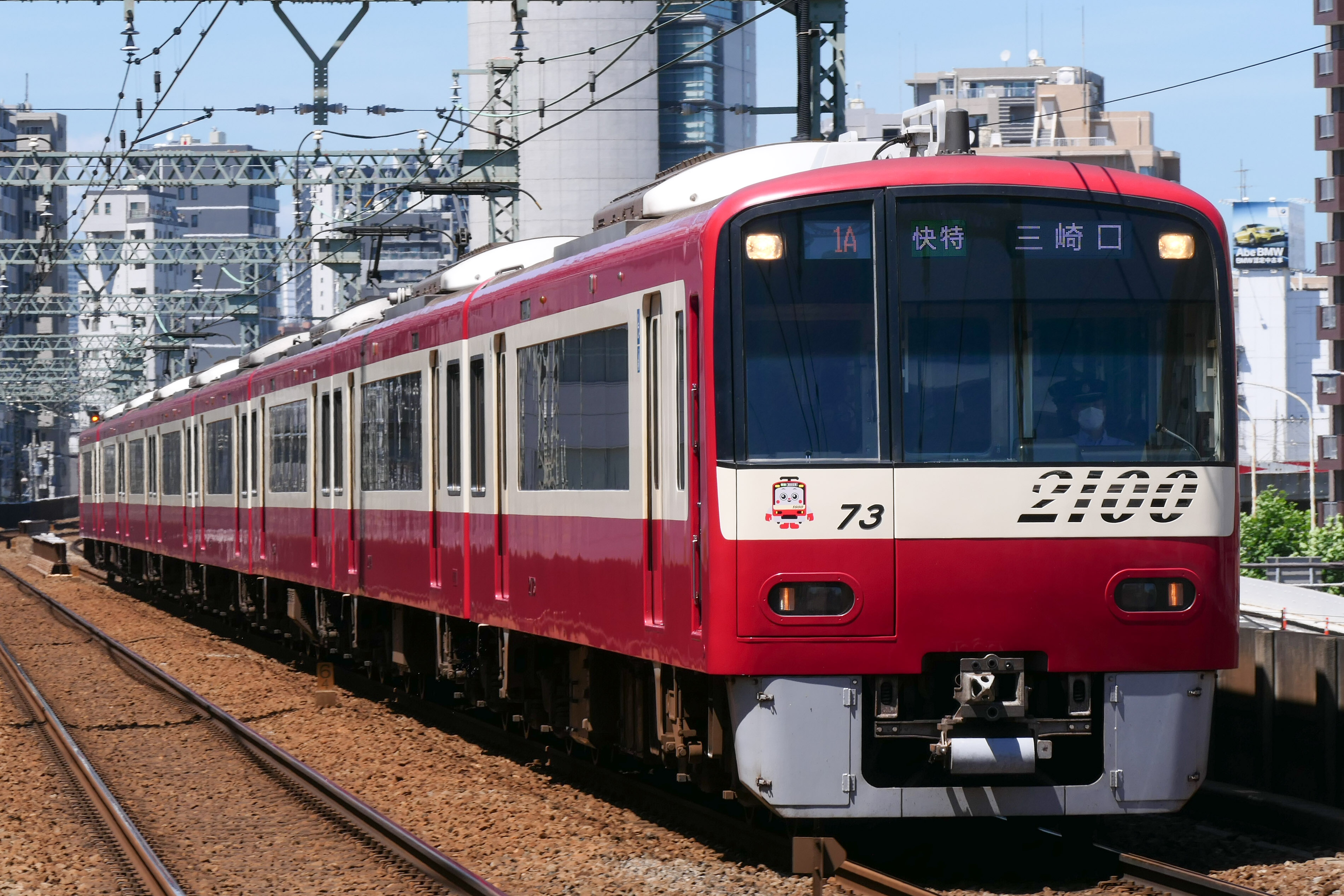
Série 2100

### Ancien

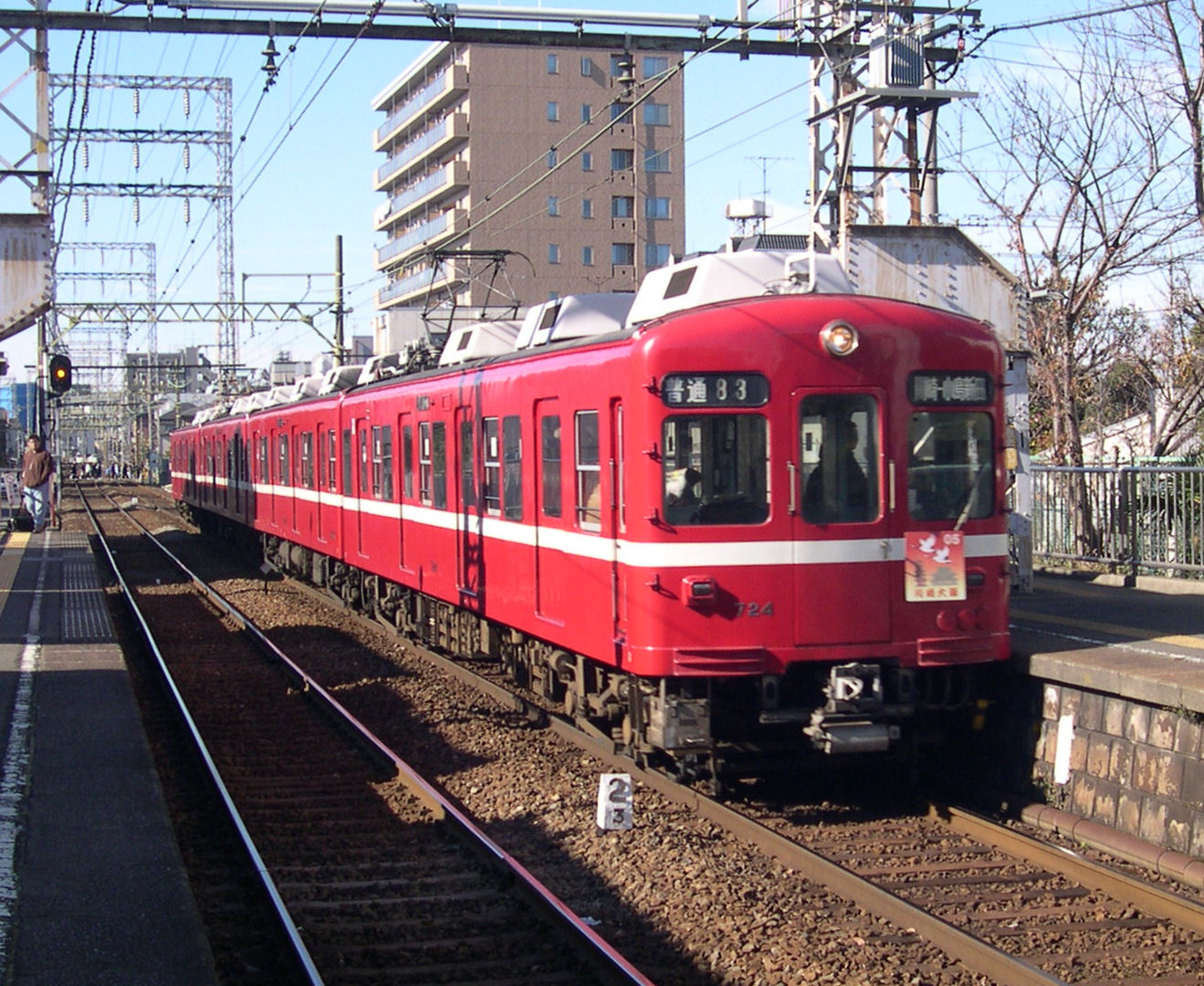
Série 700
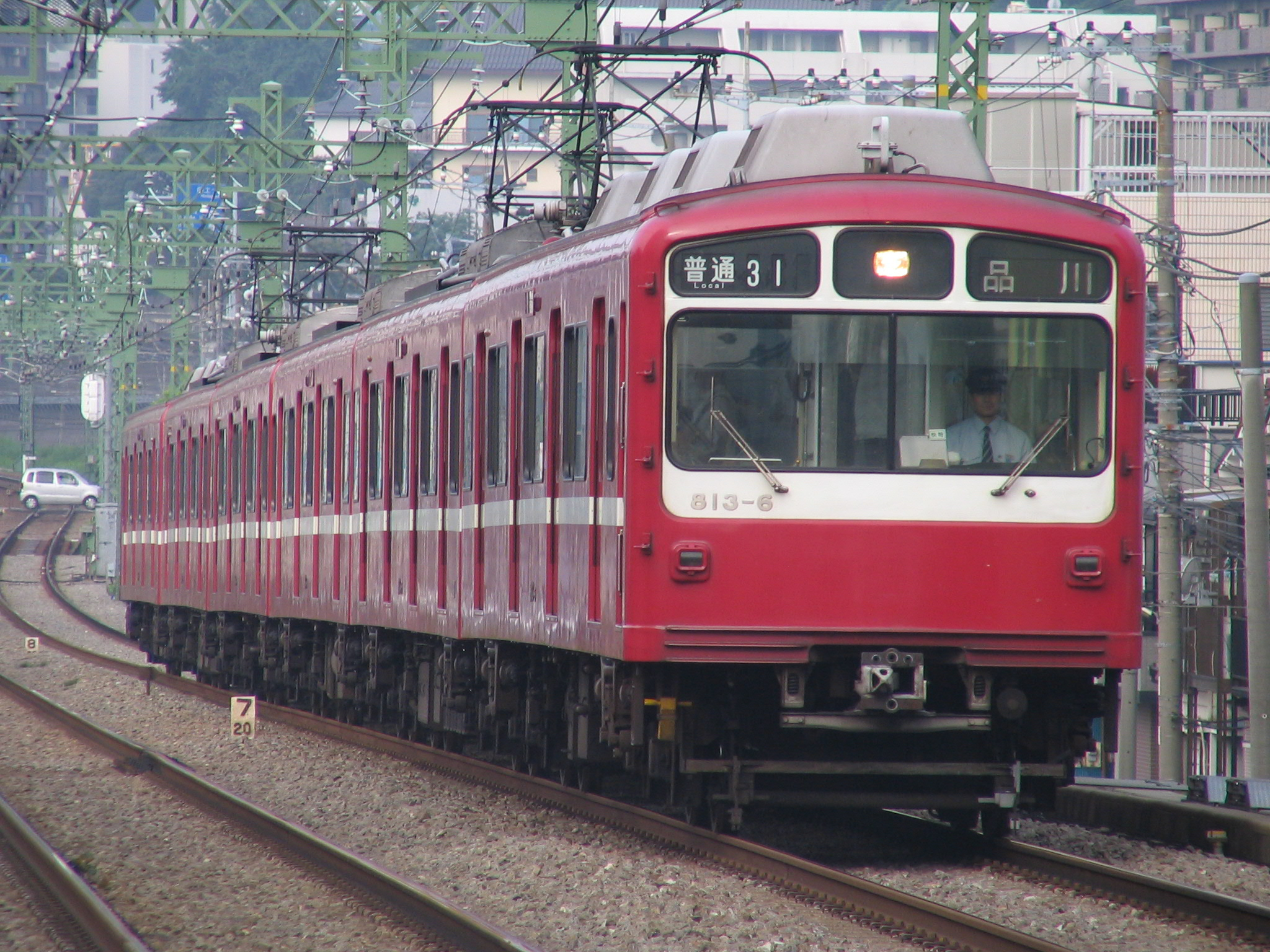
Série 800
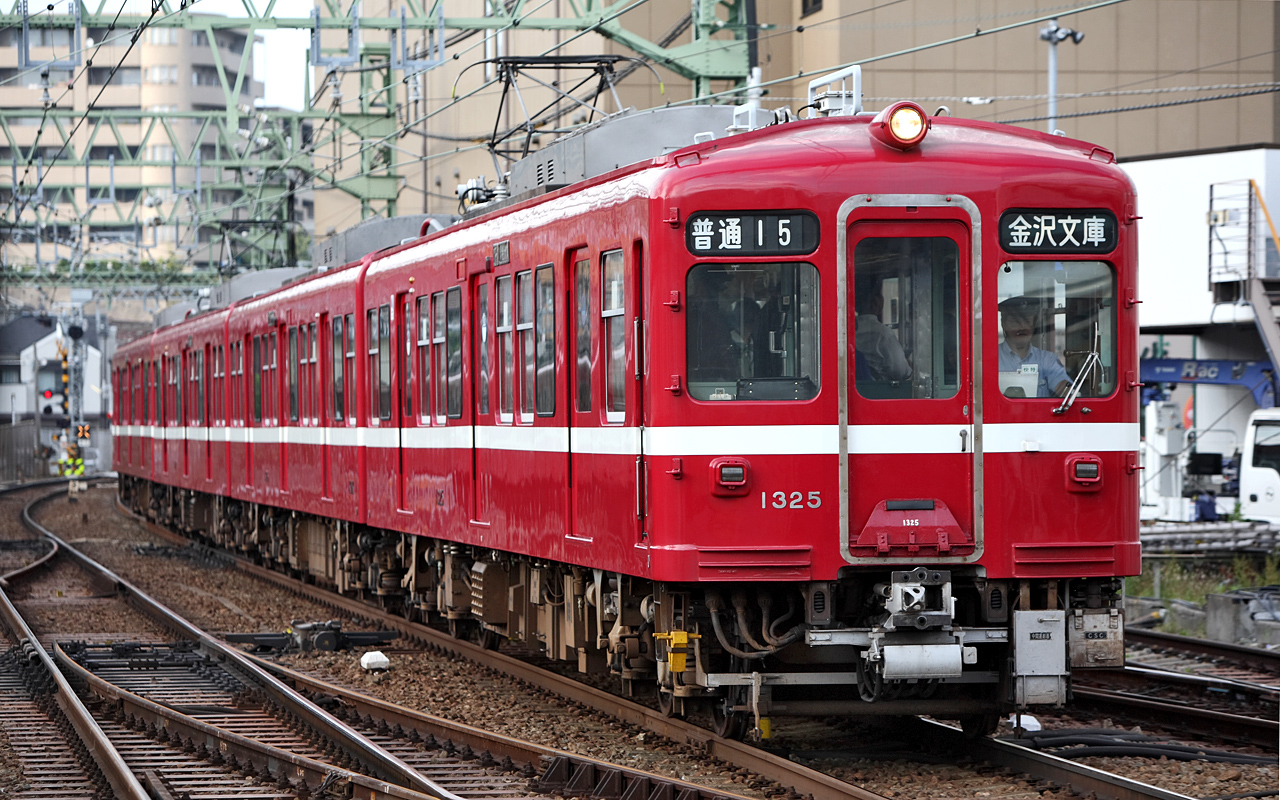
Série 1000
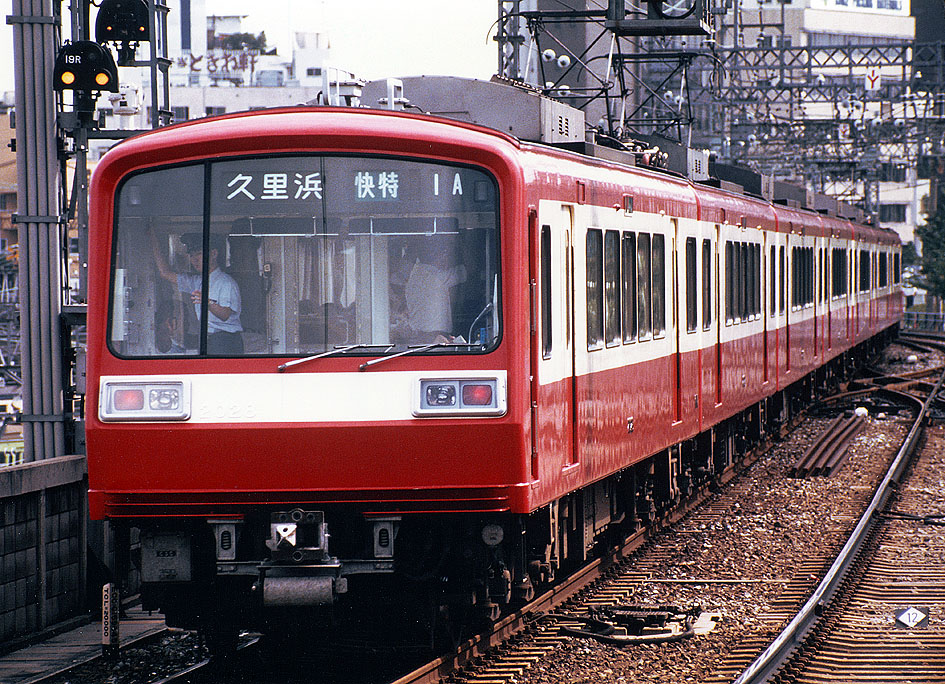
Keikyū série 2000